# Joshua Gomez
Joshua Eli Gomez (* 20. listopadu 1975, Bayonne, New Jersey, USA) je americký herec, mladší bratr herce Ricka Gomeze, který ztvárnil seržanta George Luze v HBO seriálu Bratrstvo neohrožených.
Účinkoval v opakující se roli v CBS seriálu Beze stopy jako počítačový technik James Mackeroy. Také účinkoval v sérii IBM reklam, v sérii reklam pro Wendy's a v reklamě pro Garmin.
Jako dabér hrál Baralaie ve hře Final Fantasy X-2, opozici postavy jeho bratra Ricka, Gippala, a Parkera ve hře Turok (2008). Malou část měl také na začátku hry BioShock jako Johny.
V září 2007 začal hrát v NBC seriálu Chuck nejlepšího přítele hlavní postavy, Chucka Bartowski, Morgana.